# Catarhoe sinuata
Catarhoe sinuata är en fjärilsart som beskrevs av Ignaz Schiffermüller 1775. Catarhoe sinuata ingår i släktet Catarhoe och familjen mätare. Inga underarter finns listade i Catalogue of Life.